# COLEC10
COLEC10 (англ. Collectin subfamily member 10) – білок, який кодується однойменним геном, розташованим у людей на 8-й хромосомі. Довжина поліпептидного ланцюга білка становить 277 амінокислот, а молекулярна маса — 30 705.
| 10         |  | 20         |  | 30         |  | 40         |  | 50         |
| ---------- |  | ---------- |  | ---------- |  | ---------- |  | ---------- |
| MNGFASLLRR |  | NQFILLVLFL |  | LQIQSLGLDI |  | DSRPTAEVCA |  | THTISPGPKG |
| DDGEKGDPGE |  | EGKHGKVGRM |  | GPKGIKGELG |  | DMGDQGNIGK |  | TGPIGKKGDK |
| GEKGLLGIPG |  | EKGKAGTVCD |  | CGRYRKFVGQ |  | LDISIARLKT |  | SMKFVKNVIA |
| GIRETEEKFY |  | YIVQEEKNYR |  | ESLTHCRIRG |  | GMLAMPKDEA |  | ANTLIADYVA |
| KSGFFRVFIG |  | VNDLEREGQY |  | MFTDNTPLQN |  | YSNWNEGEPS |  | DPYGHEDCVE |
| MLSSGRWNDT |  | ECHLTMYFVC |  | EFIKKKK    |  |            |  |            |

A: Аланін

C: Цистеїн

D: Аспарагінова кислота

E: Глутамінова кислота

F: Фенілаланін

G: Гліцин

H: Гістидин

I: Ізолейцин

K: Лізин

L: Лейцин

M: Метіонін

N: Аспарагін

P: Пролін

Q: Глутамін

R: Аргінін

S: Серин

T: Треонін

V: Валін

W: Триптофан

Білок має сайт для зв'язування з іоном кальцію, лектинами. 
Локалізований у цитоплазмі, апараті гольджі.
Також секретований назовні.